# پشت تنگ (بندرعباس)
پشت تنگ، روستایی در دهستان گهره بخش فین شهرستان بندرعباس در استان هرمزگان ایران است.

## جمعیت
بر پایه سرشماری عمومی نفوس و مسکن در سال ۱۳۹۵، جمعیت این روستا برابر با ۱۵ نفر (۱۰ خانوار) بوده است.